# Пийч (окръг, Джорджия)
Окръг Пийч (на английски: Peach County) е окръг в щата Джорджия, Съединени американски щати. Площта му е 391 km², а населението - 25 672 души. Административен център е град Форт Вали. Peach в превод от английски означава праскова. Името на окръга идва от плода, който се отглежда в Джорджия.